# Tingshögen
Tingshögen är ett vanligt ortnamn i Sverige. Vanligen avses en förhistorisk gravhög som använts som tingsplats.
Platser med namnet Tingshögen ligger bland annat i:
- Adelsö socken i Ekerö kommun, se Hovgården[1][2]
- Blacksta socken i Flens kommun (även kallad Kung Blackes hög)
- Falköpings socken och kommun[1][2]
- Ignaberga socken i Hässleholms kommun[1][2]
- Bro socken i Lysekils kommun[1][2]
- Ludgo socken i Nyköpings kommun, se Aspa löt[1][2]
- Selånger socken i Sundsvalls kommun[1][2]
- Tanums socken och kommun[1][2]
- Hammarlövs socken i Trelleborgs kommun[1][2]
- Uppsala socken och kommun, se Gamla Uppsala fornlämningsområde[2]
- Vara socken och kommun[2]
- Veddige socken i Varbergs kommun[1][2]